# Amerikai pettyeslile
Az amerikai pettyeslile (Pluvialis dominica) a madarak osztályának lilealakúak (Charadriiformes) rendjébe, ezen belül a lilefélék (Charadriidae) családjába tartozó faj.

## Rendszerezése
A fajt Philipp Ludwig Statius Müller német ornitológus írta le 1776-ban, a Charadrius nembe Charadrius Dominicus néven.

## Előfordulása
Észak-Amerika északi részén költ, telelni Dél-Amerika középső részéig vonul. Természetes élőhelyei a tundrák, egyéb füves puszták, mocsarak és tengerpartok, valamint szántóföldek.

### Kárpát-medencei előfordulása
Magyarországon rendkívül ritka kóborló,  előfordulását 2005-ös jelentésében hitelesítette a Magyar Madártani és Természetvédelmi Egyesület Nomenclator Bizottsága, a 2005. október 25. és november 9. között Apaj határában észlelt fiatal példány megfigyelési adatai és fotói alapján.

## Megjelenése
Testhossza 24–28 centiméter, szárnyfesztávolsága 65–72 centiméter, testtömege 106–194 gramm. Nászruhában a hasa, torka és hasalja fekete, a hím nyugalmi tollruhája és a tojó barna, sárgás pöttyökkel.
|  |

## Életmódja
Rovarokkal, férgekkel, pókokkal, puhatestűekkel és rákfélék táplálkozik, de bogyókat is fogyaszt.

## Szaporodása
Fészkét nyílt területen a földre rakja, ahonnan belátja a környéket. Fészekalja 3-4 tojásból áll, melyből 25-28 nap kotlás után kelnek ki a fiókák.
|  |

## Természetvédelmi helyzete
Az elterjedési területe rendkívül nagy, egyedszáma viszont csökken, de még nem éri el a kritikus szintet. A Természetvédelmi Világszövetség Vörös listáján nem fenyegetett fajként szerepel. Magyarországon védett, természetvédelmi értéke 25 000 forint.